# Bamar (volk)
De Bamar (Birmaans: ဗမာလူမျိုး, MLCTS: ba. ma lu myui), ook wel bekend als Burman en vaak aangeduid als Birmanen, zijn de dominante etnische groep van Myanmar. De groep zou daar ongeveer 68% van de bevolking (30 miljoen) omvatten, hoewel er al lange tijd geen betrouwbare telling meer is gedaan om dit te bevestigen.
De Bamar zijn van Oost-Aziatische afkomst, en spreken een Sino-Tibetaanse taal. Ze zijn ongeveer 1200 tot 1500 jaar geleden gemigreerd uit het huidige Yunnan in China. 